# Шахт Ернст Генріхович
Ернст Генріхович Шахт (1904 —1942) — радянський військовий льотчик німецького походження, брав участь у громадянської війни в Іспанії як командир 1-ї бомбардувальної авіаескадрильї у військах республіканців, Герой Радянського Союзу (1936).

## Життєпис
Народився 1904 року в місті Базель (Швейцарія) у сім'ї робітника. Німець. Закінчив 8 класів школи. З 1918 року займався політичною діяльністю, з 1919 року — член Комуністичної спілки молоді (КСМ) Швейцарії. Через політичні гоніння в квітні 1922 року емігрував до СРСР.
У РСЧА з травня 1923 року. В 1924 році закінчив Борисоглібську військову авіаційну школу льотчиків, в 1925 році — Вищу школу повітряної стрільби та бомбометання (м. Серпухов). Проходив службу в частинах ВПС Московського військового округу.
З грудня 1926 по грудень 1931 року брав участь у ліквідації басмацтва на посадах помічника командира і командира ланки 35-го авіазагону й 37-ї авіаескадрильї Середньоазіатського військового округу (Ташкент).
У 1931 році закінчив курси удосконалення командного складу (КУКС). З грудня 1931 року — командир ескадрильї особливого призначення, яка базувалася на Центральному аеродромі в Москві й займалася перевезенням вищого командного складу Червоної армії.
Брав участь у громадянській війні в Іспанії на боці республіканців.
31 грудня 1936 року майорові Шахту Ернсту Генріховичу присвоєно звання Героя Радянського Союзу. Після запровадження знаку почесного звання йому була вручена медаль «Золота Зірка» № 15.
З червня 1937 року — начальник 13-ї Липецької вищої льотно-тактичної школи. Комбриг (4.07.1937).
З серпня 1939 року — начальник Рязанських вищих курсів удосконалення ВПС, одночасно у квітні 1940 року був призначений командиром 167-го резервного авіаційного полку (м. Рязань), в якому відпрацьовувалася методика «сліпих» польотів.
У 1940 році закінчив Вищі академічні курси при Академії Генерального штабу. З листопада 1940 року — заступник командувача ВПС Орловського військового округу по вищих навчальних закладах. Генерал-майор авіації (4.06.1940).
30 травня 1941 заарештований у так званій «Справі авіаторів» як «німецький шпигун і учасник антирадянської військової змови, що передавав німцям шпигунські відомості про радянському літакобудуванні». 13 лютого 1942 року постановою Особливої наради НКВС був засуджений до вищої міри покарання і 23 лютого 1942 розстріляний. Незабаром була розстріляна його дружина. Місце поховання невідоме. Позбавлений звання Героя Радянського Союзу й державних нагород в 1943 році.
Посмертно реабілітований Ухвалою Військової колегії Верховного суду СРСР від 26 листопада 1955 року. Відновлений у званні Героя Радянського Союзу й у правах на державні нагороди 2 квітня 1960 року.

## Інші нагороди та звання
Нагороджений також двома орденами Леніна (25.05.1936, 31.12.1936), орденом Червоного Прапора (1930), медаллю «ХХ років РККА» (1938), почесною вогнепальною зброєю (1928).